# Willy Schmidt-Gentner

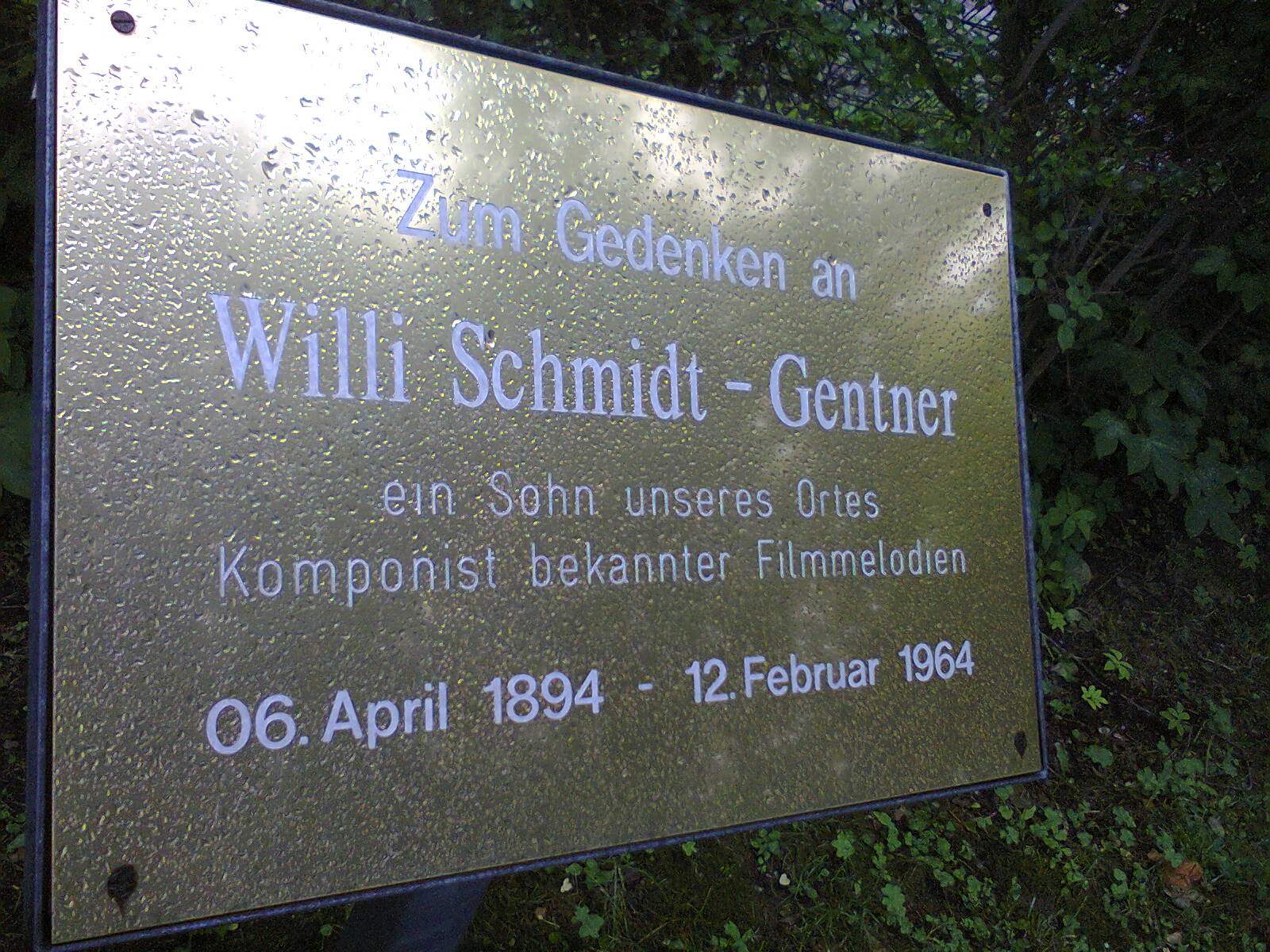
Gedenktafel für den Filmkomponisten Schmidt-Genter in seinem Geburtsort Neustadt am Rennsteig

Willy Schmidt-Gentner, geborener Wilhelm Schmidt, (* 6. April 1894 in Neustadt am Rennsteig; † 12. Februar 1964 in Wien) war einer der erfolgreichsten deutschen Filmkomponisten. In seinen produktivsten Zeiten vertonte der 1933 nach Wien übergesiedelte Komponist bis zu zehn Filme jährlich – darunter zahlreiche Klassiker und Meisterwerke der deutschsprachigen Filmgeschichte (Den Familiennamen seiner ersten Ehefrau Katharina „Käthe“ Gentner führte er seit 1928 als Zusatz).

## Leben und Wirken
Während seiner Kindheit machte er einige Erfahrungen im Geigenspiel und nahm Unterricht in Kompositionslehre bei Max Reger. Nach dem Ersten Weltkrieg war Schmidt-Gentner als Beamter zur Überwachung der Steuerehrlichkeit von Kinobesitzern tätig. Über einen Klienten kam er hierbei zu einer Anstellung als Kapellmeister bei Kinovorführungen. Sein Interesse am Film wurde dadurch gesteigert, und so verfasste er bereits 1922 seine erste Komposition zur Begleitung eines Stummfilms. Seine Stücke führte er teils persönlich bei den Kinovorstellungen am Klavier auf. Bereits zu dieser Zeit war er für die Vertonung mehrerer deutscher Filmklassiker verantwortlich. Etwa für Alraune (1928), Die weiße Hölle vom Piz Palü (1929) und Hokuspokus (1930)
Mit Anbruch der Tonfilmära wurde er rasch einer der gefragtesten Filmkomponisten Deutschlands, so dass er zeitweise bis zu zehn Filme jährlich vertonte. Hierbei bevorzugte er leichtgewichtige Komödien und heitere, musikalische Romanzen – hin und wieder aber auch dramatische Stoffe mit politischem Hintergrund, etwa den nationalsozialistischen Propagandafilm Wien 1910 (1943) oder den Geschichtsfilm Spionage (1955) über den k. u. k.-Spion Oberst Redl.
Nach der „Machtergreifung“ der Nationalsozialisten trat er zum 1. Mai 1933 der NSDAP bei (Mitgliedsnummer 3.083.719), wurde aber 1934 gestrichen. 1933 übersiedelte er mit seiner zweiten Ehefrau, der ehemaligen Schönheitskönigin und Schauspielerin Steffie Vida, nach Wien, wo er für die Mondial Film seine einzigen beiden Male Regie führte: Die Pompadour (1935) und Der Weg des Herzens (1936). Für die Sascha-Film komponierte er die Musik zu den Höhepunkten des Wiener Films, unter anderem Maskerade (1934) und Hohe Schule (1934). Nach dem Anschluss Österreichs an Deutschland wurde er zum „Hauskomponisten“ für die aus der Sascha-Film hervorgegangene, nun nationalsozialistische Wien-Film, für die er sowohl die Komödien als auch einige der wenigen einschlägigen Propagandafilme wie Heimkehr (1941), Wien 1910 (1942) oder auch Das Herz muß schweigen (1944) vertonte. Von Wiens damaligen Top-Regisseuren Willi Forst und Gustav Ucicky, mit denen er bereits aus früheren Werken bekannt war, wurde er aber auch wiederholt für die Vertonung ihrer gehobenen Inszenierungen – etwa Der Postmeister (1940), Operette (1940), Wiener Blut (1942) und Wiener Mädeln (1944/1945) – beauftragt. Schmidt-Gentner stand 1944 in der Gottbegnadeten-Liste des Reichsministeriums für Volksaufklärung und Propaganda.
Nach Kriegsende blieb Schmidt-Gentner Wien treu und komponierte weiterhin erfolgreich die Musiken für zahlreiche vorwiegend Heimat- und Musikfilme, bis er sich 1955 ins Privatleben zurückzog. Insgesamt komponierte Willy Schmidt-Gentner für rund 200 Spielfilme.
Seine letzte Ruhestätte befindet sich am Hietzinger Friedhof in Wien – Gr. 16/Nr. 121.

## Filmografie (Auswahl)

### Stummfilme
- 1922: Nathan der Weise
- 1923: Zwischen Abend und Morgen
- 1923: Die Macht der Finsternis
- 1924: Thamar, das Kind der Berge
- 1924: Carlos und Elisabeth
- 1924: Auf Befehl der Pompadour
- 1924: Komödianten
- 1924: Die Stimme des Herzens
- 1924: Lebende Buddhas
- 1925: Die Frau von vierzig Jahren
- 1925: Das Abenteuer der Sybille Brant
- 1925: Die vertauschte Braut
- 1925: Die drei Portiermädel
- 1925: Die rote Maus
- 1926: Die Mühle von Sanssouci
- 1926: Fiaker Nr. 13
- 1926: Staatsanwalt Jordan
- 1926: Dagfin
- 1926: In Treue stark
- 1926: Die drei Mannequins
- 1926: Man spielt nicht mit der Liebe
- 1926: An der schönen blauen Donau
- 1926: Der dumme August des Zirkus Romanelli
- 1926: Die lachende Grille
- 1926: Der Student von Prag
- 1926: Liebe
- 1927: Die Frau ohne Namen (2 Teile)
- 1927: Die Tragödie eines Verlorenen
- 1927: Der Meister der Welt
- 1927: Prinz Louis Ferdinand
- 1927: Fürst oder Clown
- 1927: Die indiskrete Frau
- 1927: Mata Hari
- 1927: Ich habe im Mai von der Liebe geträumt
- 1927: Die Weber
- 1927: Pique Dame
- 1927: Im Luxuszug
- 1927: Die Hose
- 1927: Die weiße Spinne
- 1927: Der Geisterzug
- 1927: Das tanzende Wien
- 1927: Orientexpress
- 1927: Alraune
- 1928: Sechs Mädchen suchen Nachtquartier
- 1928: Charlott etwas verrückt
- 1928: Heimkehr
- 1928: Asphalt
- 1928: Ihr dunkler Punkt
- 1928: Casanovas Erbe
- 1928: Frauenarzt Dr. Schäfer
- 1928: Ungarische Rhapsodie
- 1928: Quartier Latin
- 1928: Geheimnisse des Orients
- 1929: Frau im Mond
- 1929: Die Schmugglerbraut von Mallorca
- 1929: Der Bund der Drei
- 1929: Die weiße Hölle vom Piz Palü
- 1929: Die Flucht vor der Liebe
- 1929: Napoleon auf St. Helena
- 1929: Manolescu
- 1929: Männer ohne Beruf
- 1929: Der Sträfling aus Stambul
- 1929: Wenn Du einmal Dein Herz verschenkst
- 1929: Ich lebe für Dich
- 1930: Die heiligen drei Brunnen

### Tonfilme
- 1930: Cyankali
- 1930: Hokuspokus
- 1930: Rosenmontag
- 1930: Ein Walzer im Schlafcoupé
- 1930: Dolly macht Karriere
- 1930: Liebling der Götter
- 1930: Das Flötenkonzert von Sans-souci
- 1931: … und das ist die Hauptsache!?
- 1932: Zwei in einem Auto
- 1932: Marschall Vorwärts
- 1932: Tannenberg
- 1933: Leise flehen meine Lieder
- 1934: Maskerade
- 1934: G’schichten aus dem Wienerwald (Regie: Georg Jacoby)
- 1934: Hohe Schule
- 1934: Frasquita
- 1934: The Unfinished Symphony
- 1935: Episode
- 1935: ... nur ein Komödiant
- 1936: Der Weg des Herzens (Prater)
- 1937: Premiere
- 1939: Aufruhr in Damaskus
- 1939: Hotel Sacher
- 1939: Mutterliebe
- 1940: Der Postmeister
- 1940: Der liebe Augustin (Regie: E. W. Emo)
- 1940: Operette
- 1940: Krambambuli
- 1941: Heimkehr
- 1941: Dreimal Hochzeit
- 1941: Brüderlein fein
- 1942: Wien 1910
- 1942: Wiener Blut
- 1942: Späte Liebe
- 1943: Schrammeln
- 1944: Das Herz muß schweigen
- 1944/49: Wiener Mädeln
- 1946: Praterbuben
- 1947: Die Welt dreht sich verkehrt
- 1947: Erde
- 1947: Wintermelodie
- 1947: Singende Engel
- 1948: Alles Lüge
- 1948: Der Engel mit der Posaune
- 1948: Zyankali
- 1948: Die Frau am Weg
- 1948: Fregola
- 1949: Hexen
- 1949: Um eine Nasenlänge
- 1950: Prämien auf den Tod
- 1950: Schuß durchs Fenster
- 1950: Cordula
- 1950: Der Seelenbräu
- 1951: Der Verlorene
- 1951: Wien tanzt
- 1951: Wenn die Abendglocken läuten
- 1952: Am Brunnen vor dem Tore
- 1952: Der fröhliche Weinberg
- 1952: Mein Herz darfst Du nicht fragen
- 1953: Von Liebe reden wir später
- 1953: Wenn am Sonntagabend die Dorfmusik spielt
- 1953: Die Rose von Stambul
- 1954: Dieses Lied bleibt bei dir
- 1954: Emil und die Detektive
- 1954: Rummelplatz der Liebe
- 1954: Der treue Husar
- 1954: Weg in die Vergangenheit
- 1954: Wenn du noch eine Mutter hast (Das Licht der Liebe)
- 1955: Spionage
- 1955: Heimatland
- 1955: Kronprinz Rudolfs letzte Liebe